# Francisca Navarro
Francisca Navarro fou una dramaturga espanyola de la primera meitat del segle xix.
No hi ha dades de la seva biografia, encara que se sospita que va ser actriu al Liceu de Barcelona. En la seva obra "Apuntes para una biblioteca de escritoras españolas desde el año 1401 al 1833", l'historiador, americanista i escriptor espanyol Manuel Serrano y Sanz, considera que se li poden atribuir dotze títols, encara que no comptava amb dades sobre l'escriptora i considerava perdudes totes les seves obres.
Per la seva banda, Juan Antonio Hormigón, dramaturg, director, pedagog i traductor espanyol, que destaca també per les seves recerques en l'àmbit de la literatura, ha localitzat en diferents biblioteques espanyoles (la Nacional, la Juan March, de Madrid, i la de l'Institut del Teatre de Barcelona) diversos exemplars d'algunes d'aquestes obres. A més gràcies a aquestes recerques (i pel fet que totes les obres oposades d'aquesta autora estan editades a Barcelona) Juan Antonio Hormigón arriba a considerar que i Francisca Navarro era barcelonina o, que almenys, va residir gran part de la seva vida a Barcelona.
Gràcies als estudis de Juan Antonio Hormigón, podem afirmar que la temàtica de les obres de Francisca Navarro se centrava en les relacions entre homes i dones, es tracta d'una autora original i fresca, defensora de la llibertat de la dona que crea personatges femenins de gran força, veracitat, defensora de les seves opinions més concordes amb la il·lustració que amb el pensament absolutista que dominava en la seva època. És per això pel que no la hi considera una escriptora del romanticisme espanyol, ja que a més de centrar-se en el gènere de la comèdia, els seus personatges no es deixen dominar per les passions i raonen en determinades circumstàncies, a més de la constant crítica a costums de l'època.
Els seus textos projecten una mirada crítica respecte a l'entorn social, malgrat el clima d'opressió de l'època. Entre les obres que s'han considerat de la seva mà tenim:
- La tonta o El ridículo novio de las dos hermanas, comèdia en la qual es tracta l'enfrontament generacional, entre un pare que pretén casar a les seves dues filles amb els qui ell creu que són els millors partits que coneix, i ambdues joves, que s'oposen a dita. Es va estrenar a Barcelona el dia 20 de gener de 1827 (representant Francisca Navarro el paper de la filla ximple), i va ser impresa en la Impremta de Torras, a Barcelona en 1828.[2]
- Defensa de coquetas, comèdia breu, escrita en vers i composta d'un sol acte", en aquesta obra el personatge femení es presenta com l'actor principal de gairebé totes les accions, a més de burlar-se dels personatges masculins que li pretenen. Es va imprimir, novament en la Impremta de Torras, a Barcelona en 1828. No se sap si es va estrenar en el teatre.[2]
- El enamoradizo, comèdia escrita en prosa i composta de dos actes. Tampoc se sap si es va arribar a estrenar, sí que es va publicar, de nou a Barcelona, és vegada en la Impremta de M. i T. Gaspar, l'any 1828.[3]
- El marido de dos mujeres, comèdia escrita en prosa i composta de tres actes. És una obra en la qual es tracta la defensa en favor de la llibertat d'elecció en la dona a l'hora de contreure matrimoni, en el qual es veu un clar menyspreu de la mentalitat burgesa que identifica matrimoni amb benefici econòmic. No se sap si va arribar a estrenar-se, però sí que va ser impresa per la Impremta de Torras, de Barcelona i en 1828.[4]
- Querer y no querer o Doña Cecilia y sus vecinos, comèdia escrita en vers i composta de cinc actes.aquesta obra es va estrenar en el teatre, encara que no se sap gens d'aquesta estrena, també va ser impresa per la Impremta Torras, de Barcelona en 1828.[5]
- Una noche de tertulia o El coronel Don Raimundo, comèdia escrita en prosa i composta de tres actes. És una lúcida denúncia de les formes de vida i la mentalitat burgeses, manifesta a través de les situacions que es viuen en una tertúlia composta per marquesos, barons i hisendats. Un personatge femení serveix per posar en el seu lloc a una classe social que viu enmig de la mentida i la hipocresia. Com a nota curiosa, Francisca Navarro va preveure la possibilitat que cadascun dels seus tres actes fos representat independentment, dotant-los d'autonomia pròpia. Es va imprimir a Barcelona, en 1828, a càrrec de la Impremta Torras.[6]
- El ajuste de la bolera o Una intriga en el teatro, comèdia escrita en prosa i composta de tres actes. En aquesta obra es plantegen la gelosia i enfrontaments de tots els membres d'una companyia teatral, desencadenats davant la proposta de l'autor d'introduir un nou membre (una dona) en l'agrupació. És una peça d'enorme interès per als estudiosos del teatre espanyol, ja que s'hi pot descobrir els secrets d'una companyia de l'època: el pes específic del primer actor; les pressions i amenaces exercides sobre altres actors; la ruindad que presideix les relacions entre tots ells; les formes habituals de finançament d'una companyia; la manera d'adjudicar els papers del repartiment; etc. Es desconeix si es va arribar a estrenar, però sí que es va imprimir a Barcelona, en 1829, per Joaquín Verdaguer.[7]
- El hombre hace a la mujer. Comèdia en prosa i tres actes. Típica comèdia de gelosia. L'estrany títol es deu al fet que en l'obra la malaptesa d'un marit insegur posa de manifest la veritable virtut de la seva dona, a la qual els seus temors injustificats estaven a punt de convertir, de cara als altres, en una persona molt contrària a la qual realment era. Es va imprimir en la Impremta de Joaquín Verdaguer, a Barcelona en 1829, no se sap sí que es va estrenar.
- Las dos épocas o La destrucción de su familia. Drama tràgic en prosa, compost de dues parts i sis actes. aquesta obra es troba una clara influència dels nous corrents del teatre romàntic, la qual es pot veure tant en el seu contingut, com en la ruptura de la regla de les tres unitats. Es va imprimir a Barcelona (Impremta de Joaquín Verdaguer, 1829), no constant dades sobre la seva possible posada en escena.
- Mi retrato y el de mi compadre. Comèdia satírica en prosa i de tres actes, en la qual s'aborda els problemes del teatre del seu temps, enfocats a través del prisma d'una dramaturga que, per ser dona, és menyspreada per un autor teatral masculí fatuo, ignorant i vanidoso. És desconioce si es va estrenar, però hi ha una edició impresa de la Impremta de Joaquín Verdaguer, a Barcelona en 1829.
- La andaluza en el laberinto. En prosa i composta d'un sol acte, tan solament es té notícia del seu títol.